# Diostrombus zairensis
Diostrombus zairensis är en insektsart som beskrevs av Van Stalle 1984. Diostrombus zairensis ingår i släktet Diostrombus och familjen Derbidae. Inga underarter finns listade i Catalogue of Life.